# ALOHA (アルバム)
『ALOHA』（アロハ）は、平井大が2012年5月16日にLastrumから発売したインディーズ2枚目のオリジナルアルバム。

## 内容
前作『OHANA』から約1年ぶり、オリジナル・アルバムとしては『夏音～passing by～』から約2年7ヶ月ぶりのアルバム。
タイトルはハワイ語で優しさを意味する「Akahai」、調和を意味する「Lokahi」、思いやりを意味する「Olu'olu」、謙虚さを意味する「Ha'aha'a」、忍耐力を意味する「Ahonui」の頭文字を繋げた造語で、平井は「このアルバムを聴いて、僕らが忘れかけていた子供の頃描いていた夢や感じた新鮮な気持を思い出して欲しい」と語っている。また、ハッピー&ポジティブに着想を得て制作されている。

## 収録曲
- 作詞：平井大・EIGO　作曲：平井大　編曲：EIGO・平井大（特記以外）

1. ALOHA
  - 今作の表題曲。
2. Sparkling
  - 作詞：平井大
3. Island Queen feat. ALEXXX
  - 作詞・作曲：平井大・ALEXXX
  - 1stシングルのカップリング曲。
4. Can't Help Falling in Love
  - 作詞・作曲：ジョージ・ワイス、ヒューゴ・ペレッティ、ルイージ・クレイトアー
  - エルヴィス・プレスリーのシングルのリアレンジカバー。
5. Island Princess feat. ALEXXX
  - 作詞：平井大・ALEXXX
6. Haleiwa Breeze
  - 今作のインタールード。
7. 祈り花 (album extended ver.)
  - 作曲：平井大・EIGO
  - 1stシングル表題曲のアルバムバージョン。
8. For The Future 2012
  - 作曲：平井大・EIGO　編曲：西陽仁
  - 1stミニ・アルバム収録曲のセルフカバー。
9. Island Chicken
  - 作詞：平井大
10. Angel〜First Love〜 feat. ALEXXX
  - 作詞：平井大・ALEXXX
11. Dream Goes On
12. Last September
13. The Road to Happiness〜IslandDream pt.2〜
14. Pau'ole
  - 今作のアウトロ。

## 参加ミュージシャン
- 平井大：Vocal (#1-5,7-13)、Ukulele (#1,2,4,6,7,9,10-13)、Acoustic Guitar (#1,2,7,12,13)

Additional Musician
- 遠藤慎一：Electric Guitar (#1,2,7,8,11,12)、Acoustic Guitar (#6,9,11)
- 山内"ALANI"雄喜：Steel Guitar (#1,6,14)、Acoustic Guitar (#14)
- 伊東達哉：Bass (#6,8,9,11,12)
- 荒川結：Percussion (#1,6,8,9,11)
- 村田泰子ストリングス：Strings (#7)